# Златоустовский машиностроительный завод
Акционерное общество «Златоустовский машиностроительный завод» (АО «Златмаш»)  — одно из ведущих предприятий по изготовлению ракетных комплексов стратегического назначения Военно-морского флота Российской Федерации. Расположено в Златоусте Челябинской области. Предприятие изготавливает третью ступень баллистических ракет перспективной разработки отечественной промышленности — высокоточного комплекса «Синева». Наряду с выполнением государственного оборонного заказа, на предприятии успешно развивается выпуск гражданской продукции. Является дочерним предприятием ГРЦ Макеева, входит в госкорпорацию «Роскосмос».
Из-за вторжения России на Украину завод находится под санкциями всех стран Евросоюза, Канады, Японии и США.

## История
Основан в 1938 году как завод по производству стрелкового оружия.
Первое Правительственное решение по строительству завода было принято ещё в мае 1938 года. После тщательного анализа одиннадцати намеченных мест будущего строительства остановились на Уржумской площадке в 12 километрах от Златоуста.
28 июня 1939 года в Москве окончательно утвердили проектные задания и генеральный план завода с приказами о немедленном начале строительных работ, а 29 июня директором новостройки назначили Николая Павловича Полетаева.
В ноябре 1941 года на предприятие было эвакуировано оборудование и специалисты с Тульского оружейного и Подольского механического заводов. С их прибытием был начат выпуск пулемёта Максима и авиационной пушки Волкова-Ярцева. Далее завод выпускал самозарядную винтовку Токарева, пулемёт Березина, пистолет-пулемёт Шпагина, противотанковое ружье Дегтярева.
Рабочие завода выступили инициаторами сбора средств для создания танковой колонны имени 25-летия Великого Октября, в короткий срок было собрано 3,5 миллиона рублей, 450 тысяч рублей было собрано на подарки бойцам Красной Армии и 1 миллион 200 тысяч рублей для создания Уральского добровольческого танкового корпуса.
В июне 1942 года первые заводчане были удостоены орденов и медалей, в 1944 году — 81 человек был награждён медалью «За оборону Москвы», более пяти тысяч заводчан после Победы награждены медалью «За доблестный труд в Великой Отечественной войне 1941—1945 годов».
После войны завод приступил к выпуску продукции для нужд народного хозяйства. Был освоен выпуск цепей Кейстона для угольной промышленности, которые отправлялись для восстановления шахт Донбасса, за что группа заводчан была награждена медалью «За восстановление угольных шахт Донбасса».
С 1948 по 1967 годы на предприятии выпускались пулемёты системы Горюнова (СГМ), с 1967 по 1990 годы велось серийное производство танкового пулемёта конструкции Калашникова (всего произведено свыше 200 тысяч единиц оружия).
В 1960-е годы на заводе началось освоение и выпуск новой гражданской продукции и товаров народного потребления.
В начале 1990-х годов в связи с конверсией началось производство новых видов стрелкового оружия: в частности, пистолетов-пулемётов ПП-91 «Кедр», а также продукции гражданского назначения (например, 4,5-мм пневматического карабина РПШ-В, травматических пистолетов ПДТ-9Т «Есаул» и ПДТ-13Т «Есаул-3»).
И по сей день, помимо оружия, завод производит мирную продукцию — газовые/электрические кухонные плиты «Мечта», стеклокерамические панели «HiMANS», радиаторы, накопительные водонагреватели, гидроманипуляторы, медицинское оборудование и другое.

### Ракетное производство
В декабре 1947 года принимается решение о создании в составе завода СКБ № 385, впоследствии — конструкторское бюро машиностроения, а в настоящее время — АО «Государственный ракетный центр имени академика В. П. Макеева» и с 1953 года начинается производство тактических ракет 8А61 и 8К11 (Р-11 и Р-11М) по документации ОКБ-1, возглавляемое С. П. Королёвым.
В 1959 году сдаётся на вооружение военно-морского флота первая баллистическая ракета подводных лодок Р-11ФМ разработки ОКБ-1. В 1963 году заканчивается отработка и сдаётся на вооружение ВМФ первая баллистическая ракета подводных лодок с подводным стартом Р-21.
В 1967 году с завода отправляется впервые в мире заправленная на заводе-изготовителе и ампулизированная жидкостная ракета Р-27, для чего был специально построен отдельно стоящий ампулизационно-заправочный комплекс (химзавод). В 1974 году сдаётся на вооружение БРПЛ Р-27У с разделяющеюся головной частью рассеивающего типа. В дальнейшем все баллистические ракеты, находящиеся или находившиеся на вооружении военно-морского флота, изготавливались и проходили опытно-конструкторскую отработку на Златоустовском машиностроительном заводе.
Предприятие принимало участие в известных космических программах. Изготавливало тормозные двигательные установки для космических кораблей «Восток», «Восход», «Союз» (1961—1980 гг.), узлы и агрегаты для комплекса «Энергия — Буран» (1983—1988 гг.), оснастку и нестандартизированное оборудование для стартового комплекса «Байконур» (1983—1988 гг.).
В 1960-х годах завод полностью переориентировался на выпуск ракетно-космической техники и стал головным базовым предприятием по производству ракетной техники, разрабатываемой ГРЦ «КБ имени академика В. П. Макеева». В 1960 году в г. Миассе сдаются в эксплуатацию первые производственные корпуса объекта № 3, в которых организуется корпусное производство (с 1992 года Миасский машиностроительный завод).

## Награды
За годы Великой Отечественной войны заводу 11 раз присуждалось переходящее Красное знамя ЦК ВКП(б).
16 сентября 1945 года за образцовое выполнение задания правительства по производству и снабжению Красной Армии пулемётно-пушечным вооружением завод был награждён первой правительственной наградой — орден Ленина.
В 1969 году за заслуги в создании и производстве новой техники завод награждён орденом Трудового Красного Знамени, в 1978 году — орденом Октябрьской революции.
За успехи во Всесоюзном социалистическом соревновании коллективу завода, за годы 10-й и 11-й пятилеток, восемь раз присваивалось переходящее Красное Знамя ЦК КПСС, Совета Министров СССР, ВЦСПС и ЦК ВЛКСМ.
Неоднократно коллектив машиностроителей за досрочное выполнение заданий награждался Почётными грамотами. А в 1980 и 1983 годах был награждён памятными знаками и дипломами с занесением на Доску почета ВДНХ.

## Руководители завода
- Полетаев, Николай Павлович — 29 июня 1939 г. — 21 июня 1941 г., февраль 1944 г. — 1951 г.;
- Милехин, Александр Иванович — 21 июня 1941 г. — сентябрь 1941 г.;
- Пастухов, Борис Михайлович — ноябрь 1941 г. — май 1942 г.;
- Щекин, Иван Антонович — 1941 г. — 1942 г.;
- Томилин Алексей Алексеевич — май 1942 г. — февраль 1944 г.;
- Руднев, Николай Николаевич — 1942 год — 1945 год;
- Ушаков, Емельян Максимович — 1952 г. — 1953 г., 1957 г. — 1958 г.;
- Тарасов, Александр Александрович (машиностроитель) — 1951 год — 1954 год;
- Краев С. П. — 1954 год — 1955 год;
- Дементьев, Александр Андреевич — 1954 год — 1961 год;
- Коновалов, Владимир Николаевич — 1961 год — 1974 год;
- Попов, Владимир Николаевич — 1974 год — 1976 год;
- Догужиев, Виталий Хуссейнович — 1976 год — 1983 год;
- Попсуй, Владимир Михайлович — 1983 год — 1989 год;
- Стариков, Геннадий Павлович — 1989 год — 2005 год;
- Лемешевский, Сергей Антонович — 2005 год — 2015 год;
- Лобанов, Антон Викторович — 2015 год — 2021 год;
- Малофеев, Антон Павлович — 2022 год — 2023 год;
- Лобанов, Антон Викторович — с 2023 года;